# Acherie
Acherie（アシェリー、2003年9月16日 - ）は、日本のシンガーソングライター、歌手。
主に大阪府を中心に活動している。

## 経歴
広島県にて生まれる。中学卒業後にイギリスへ留学し、留学中にSNSを通じて大阪のミュージックスクールに出会う。そこでオンラインレッスンを受けながら、ARISAとして2020年4月より音楽活動を開始。当初はInstaramで歌唱動画を投稿するのが主な活動であったが、イギリスでの留学を終えて帰国したことを機に、楽曲制作、路上ライブ、ワンマンライブなど、活動を本格化させた。
2022年２月に活動名を変更し、現在のAcherieという名前となった。2023年5月からはミュージックビデオとオリジナル楽曲を制作するクラウドファンディング企画を始動させている。

## ディスコグラフィー

### ミニアルバム
- 「FLORALIES」（2022年3月）[1]

### アルバム
- 「mellow」（2022年12月）[1]

### シングル
- 「Cherry Bloom」（2023年5月）[1]

## ライブ
- 「Acherie LIVE TOUR 2022 "mellow"」（2022年12月、大阪、広島にて開催）[1]
- 「Cherry Bloom」（2023年5月、大阪にて開催）[1]